# Đội tuyển bóng đá quốc gia Djibouti
Đội tuyển bóng đá quốc gia Djibouti là đội tuyển cấp quốc gia của Djibouti do Liên đoàn bóng đá Djibouti quản lý.

## Giải vô địch thế giới
- 1930 đến 1998 - Không tham dự
- 2002 - Không vượt qua vòng loại
- 2006 - Không tham dự
- 2010 đến 2022 - Không vượt qua vòng loại

## Cúp bóng đá châu Phi
- 1957 đến 1998 - Không tham dự
- 2000 - Không vượt qua vòng loại
- 2002 - Không vượt qua vòng loại
- 2004 - Bỏ cuộc
- 2006 - Không tham dự
- 2008 - Bỏ cuộc
- 2010 - Không vượt qua vòng loại
- 2012 đến 2019 - Không tham dự
- 2021 đến 2025 - Không vượt qua vòng loại

## Cầu thủ

### Đội hình hiện tại
Đội hình dưới đây sau khi hoàn thành vòng loại CAN 2023.
Số liệu thống kê tính đến ngày 27 tháng 3 năm 2022 sau trận gặp Nam Sudan.
| Số | VT | Cầu thủ                 | Ngày sinh (tuổi)  | Trận | Bàn | Câu lạc bộ            |
| -- | -- | ----------------------- | ----------------- | ---- | --- | --------------------- |
|    | TM | Innocent Mbonihankuye   | 5 tháng 11, 1996  | 19   | 0   | AS Port               |
|    | TM | Omar Mahamoud           | 19 tháng 10, 2001 | 0    | 0   | Dikhil                |
|    | TM | Yahya Houssein          | 7 tháng 4, 2002   | 0    | 0   | AS Port               |
|    |    |                         |                   |      |     |                       |
|    | HV | Ali Youssouf Farada     | 25 tháng 8, 1995  | 22   | 1   | Dikhil                |
|    | HV | Ibrahim Aden Warsama    | 12 tháng 5, 1998  | 15   | 1   | AS Port               |
|    | HV | Yabe Siad Isman         | 12 tháng 3, 1998  | 15   | 1   | Arta Solar 7          |
|    | HV | Moussa Araita           | 24 tháng 7, 1997  | 6    | 0   | Dikhil                |
|    | HV | Ibrahim Ali Mohamed     | 14 tháng 10, 1996 | 2    | 0   | Arta Solar 7          |
|    | HV | Moustapha Abdi Osman    | 8 tháng 1, 1992   | 1    | 0   | Garde Républicaine FC |
|    |    |                         |                   |      |     |                       |
|    | TV | Warsama Hassan          | 17 tháng 3, 1999  | 16   | 1   | Arta Solar 7          |
|    | TV | Saleh Bourhan Hassan    | 19 tháng 12, 1996 | 11   | 0   | AS Port               |
|    | TV | Youssouf Abdi Ahmed     | 11 tháng 10, 1997 | 7    | 1   | ASAS Djibouti Télécom |
|    | TV | Ahmed Youssouf          | 1 tháng 9, 1998   | 7    | 0   | AS Port               |
|    | TV | Mogueh Idriss           | 1 tháng 1, 2000   | 2    | 0   | AS Arta/Solar7        |
|    | TV | Fahmi Moussa            | 25 tháng 4, 1996  | 2    | 0   | AS Arta/Solar7        |
|    | TV | Samatar Mohamed         | 10 tháng 10, 1995 | 1    | 0   | Garde Républicaine FC |
|    |    |                         |                   |      |     |                       |
|    | TĐ | Mahdi Houssein Mahabeh  | 20 tháng 12, 1995 | 22   | 6   | Arta Solar 7          |
|    | TĐ | Hamza Abdi Idleh        | 16 tháng 12, 1991 | 20   | 2   | FC Dikhil             |
|    | TĐ | Doualeh Mahamoud Elabeh | 11 tháng 11, 1991 | 19   | 0   | Arta Solar 7          |
|    | TĐ | Mohamed Fouad Mohamed   | 25 tháng 2, 2000  | 12   | 0   | AS Port               |
|    | TĐ | Samuel Akinbinu         | 6 tháng 6, 1999   | 9    | 2   | Arta Solar 7          |
|    | TĐ | Omar Abdallah           | 30 tháng 10, 2002 | 2    | 0   | Garde Républicaine    |

### Từng được triệu tập
Các cầu thủ dưới đây từng được triệu tập trong vòng 12 tháng.
| Vt | Cầu thủ            | Ngày sinh (tuổi) | Số trận | Bt | Câu lạc bộ | Lần cuối triệu tập |
| -- | ------------------ | ---------------- | ------- | -- | ---------- | ------------------ |
|    |                    |                  |         |    |            |                    |
|    |                    |                  |         |    |            |                    |
| TV | Yonis Moussa Dirir | 13 tháng 2, 1997 | 2       | 0  | AS Port    | {{{lần cuối}}}     |
|    |                    |                  |         |    |            |                    |